# Deba (Fluss)
Der Deba (baskisch Deba ibaia; spanisch Río Deva) ist ein Küstenfluss im spanischen Baskenland.

## Verlauf
Der Fluss entspringt aus mehreren Quellbächen im Westen der Sierra de Elgea. Sein Ursprung liegt etwa fünf Kilometer südlich des Ortes Leintz-Gatzaga an der Grenze der Provinzen Álava und Gipuzkoa. Von dort durchfließt er in nördlicher Richtung die nach ihm benannten Comarcas Debagoiena (span.: Alto Deva „Oberer Deba“) und Debabarrena (span.: Bajo Deva „Unterer Deba“) im Westen Gipuzkoas, ehe er nach 58 Kilometern im Ort Deba in den Golf von Biskaya mündet.
Früher war der Deba unterhalb von Elgoibar schiffbar. Dort befand sich im Stadtteil Alzola ein wichtiger Handelshafen.

## Orte am Fluss
- Leintz-Gatzaga
- Eskoriatza
- Arrasate
- Bergara
- Soraluze
- Elgoibar
- Mendaro
- Deba

## Sonstiges
Die Flussufer des Deba sind dicht besiedelt und teilweise industrialisiert; außerdem verläuft die Autovía A-1 durch das Flusstal.